# Quebrada Ánimas Viejas
La quebrada Ánimas Viejas es un cauce intermitente de agua ubicado en la Región de Atacama que desemboca en el océano Pacífico.

## Trayecto
La quebrada Ánimas Viejas está ubicada entre las cuencas de la quebrada Ánimas, por el norte, y la quebrada Salitrosa, por el sur.

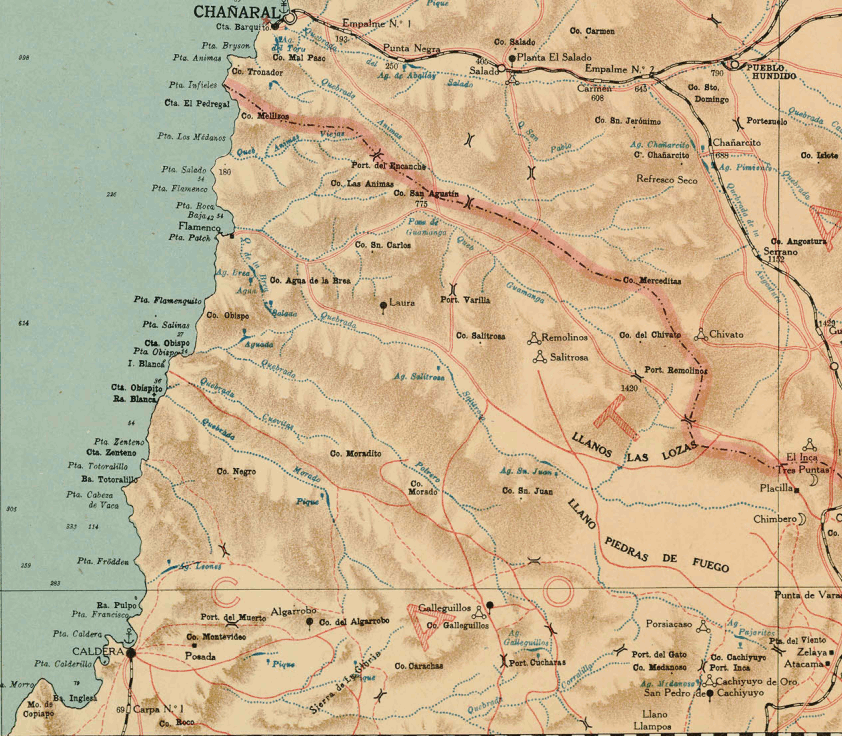
Zona costera entre el río Salado (Chañaral) por el norte y unos 20 kilómetros al norte del río Copiapó por el sur. Sección de un mapa de la zona publicado por el Instituto Geográfico Militar de Chile en 1945 con una escala 1:500000.

## Caudal y régimen
Su cuenca tiene una precipitación media anual de 10 mm.: 15  La recarga de su acuífero es 63072 metros cúbicos por año.: 32 

## Historia
Luis Risopatrón describe en su Diccionario jeográfico de Chile (1924) cuatro accidentes geográficos referidos al mismo nombre:: 36 
Animas Viejas (Quebrada de) 26° 29' 70° 43'. Seca, de 16 675 hectareas de hoya hidrográfica, corre hacia el W i desemboca en la ribera del mar, a corta distancia al N de la punta Brava. 99, p. 13; 128; i 156; i Las Animas en 98, II, p. 487.